# Osredak (Kakanj, BiH)
Osredak je naseljeno mjesto u sastavu općine Kakanj, Federacija Bosne i Hercegovine, BiH.

## Povijest
Selo Osredak, odvojeno je prikazivano po popisima do 1981., kad je pripojeno Brnjicu (Sl. l. SRBIH 28/81 i 33/81).